# Odiel Vanden Meerschaut
Odiel Vanden Meerschaut, né le 25 décembre 1919 à Melsen et mort le 16 mars 1993 à Gand, est un coureur cycliste belge. Professionnel de 1938 à 1952, il a été champion de Belgique sur route en 1940.

## Palmarès
- 1938
  - 6e étape du Tour de Belgique amateurs
  - 2e du Championnat des Flandres
  - 3e du Grand Prix de Zwevegem
- 1940
  - Champion de Belgique sur route
- 1941
  - Grand Prix du 1er mai
  - 2e du Circuit des Trois villes sœurs
  - 2e du Grand Prix de l'Escaut
  - 3e du Tour des Flandres
- 1942
  - 2e étape du Circuit de Belgique
  - GP des Fagnes
  - 3e étape de l'Omnium de la Route
  - Circuit des Trois villes sœurs
  - Circuit des régions flamandes
  - 2e du Grand Prix des Nations (zone occupée)
  - 2e du Grand Prix de L'Auto
- 1943
  - 2e du Grand Prix du 1er mai
- 1944
  - Circuit des Trois villes sœurs
- 1945
  - 2e du championnat de Belgique sur route
  - 2e du GP Lowie
  - 6e du Liège-Bastogne-Liège
  - 8e du Tour des Flandres
- 1947
  - 3e du championnat de Belgique de cyclo-cross
  - 3e de la Nokere Koerse
  - 9e du Tour des Flandres
- 1948
  - 1re étape du Tour des Pays-Bas
  - 2e du championnat de Belgique de cyclo-cross
  - 2e du Circuit des monts du sud-ouest
- 1949
  - 3e du Grand Prix de la ville de Zottegem
- 1950
  - Six jours de Munich (avec Camiel Dekuysscher)
- 1952
  - 3e des Six jours de Munich
  - 3e du Circuit des Trois Provinces (Avelgem)